# تاريخ الشعوب الإسلامية (كتاب)
تاريخ الشعوب الإسلامية، كتاب تأريخ من تأليف عبد العزيز سليمان نوار، يفصل فيه تاريخ الأمم الإسلامية المختلفة من الفرس والهند والترك، ويعلل فيه أسباب الاستعمار، ويرى الكاتب أن في الاستعمار سبباً في تتغيب تاريخ هذه الشعوب.

## أبواب الكتاب
- يتكون الكتاب من مقدمة على 27 صفحة وثلاثة أبواب كما يلي:
- الباب الأول: يتكلم تاريخ نشوء الدولة العثمانية من القرن الثالث عشر الى القرن الخامس عشر ويتكون من عشرة فصول.[2]
- الباب الثاني: يتكلم عن تاريخ فارس الحديث منذ سنة 1500 م، ويتكون من ثمان فصول.[3]
- الباب الثالث: يتكلم عن تاريخ الإسلام في الهند، منذ بداية الدعوة حتى قيام دولة مغول الهند، ثم يعرج على تاريخ باكستان، ويتكون من خمس فصول فقط.[4]
- ثم ملحق بالخرائط.[5]